# Lennon Stella
Lennon Ray Louise Stella (nascida em 13 de agosto de 1999) é uma cantora e atriz canadense. Ela interpretou Maddie Conrad na série de drama musical Nashville (2012–2018). Antes de seguir carreira solo em 2018, Stella se apresentou com a irmã como a dupla Lennon & Maisy . Stella lançou seu primeiro EP Love, Me em 2018. Seu primeiro álbum de estúdio Three. Two. One. foi lançado em 2020.

## Carreira
Em janeiro de 2018, foi anunciado que Lennon havia assinado um contrato com a Records e a Columbia Records. Em 2018, Lennon participou da faixa "Polaroid" com Jonas Blue e Liam Payne. Em 16 de novembro de 2018, Lennon lançou seu primeiro EP intitulado Love, Me apresentando os singles lançados anteriormente "Bad", "Breakaway" e "Fortress". Este EP deu o pontapé inicial em sua carreira musical solo.
Em maio e junho de 2019, Lennon participou dos shows do álbum de estreia de Anne-Marie em sua turnê Speak Your Mind. Ela colaborou com The Chainsmokers e Illenium para um single intitulado " Takeaway", lançado em 24 de julho de 2019. 
Em 2019, Lennon fez uma turnê como banda de abertura com 5 Seconds of Summer para a World War Joy Tour do The Chainsmokers.
Em fevereiro de 2020, Lennon ganhou o Prêmio Juno de Artista Revelação do Ano, tornando este o primeiro prêmio que ela recebeu.
Em janeiro de 2022, ela cantou um cover de "Hey, Beautiful " do The Solids como música tema do spin-off How I Met Your Father.

## Vocação artística
Lennon Stella e suas músicas são descritas como sendo indie pop e pop, cuja música é "tingida de R&B ". Seu EP de estreia é descrito como um disco de danceteria. 

### Outras aparições
| Título          | Ano  | Álbum                                                            |
| --------------- | ---- | ---------------------------------------------------------------- |
| "Love Can Kill" | 2019 | For the Throne: Música inspirada na série Game of Thrones da HBO |
| "Hey Beautiful" | 2022 | Hey Beautiful (de How I Met Your Father)                         |

## Filmografia
| Título    | Ano     | Papel         | Notas                                                                           |
| --------- | ------- | ------------- | ------------------------------------------------------------------------------- |
| Nashville | 2012–18 | Maddie Conrad | Papel recorrente (Temporada 1); Papel principal (Temporadas 2–6); 105 episódios |